# Деодоро да Фонсека
Маршал Мануел Деодору да Фонсека (португ. произношение: [mɐnuˈɛɫ deoˈdɔɾu da fõˈsekɐ]; 5 август 1827 – 23 август 1892) е бразилски военен деец и политик, първият президент на Бразилия след успешно оглавения военен преврат срещу император Педру II.
Деодору да Фонсека е роден на 5 август 1827 г., бидейки третият син в семейство на военни в тогавашния град Алагоас, днес Маршал Деодору. Гради военна кариера, като се прославя по време на революцията в Пернамбуко от 1848 и във войната срещу Парагвай от 1864 – 1870 г., по време на която достига до ранг капитан. През 1884 г. е издигнат в ранг фелдмаршал, а малко след това и в чин маршал. През 1886 г. е назначен за губернатор на Рио Гранде до Сул, където се сближава с републиканците и оглавява аболиционисткото движение във войската. На 15 ноември 1889 г. оглавява военния преврат срещу император Педру II и застава начело на временното бразилско правителство. На този пост Деодору да Фонсека свиква Конституционен конгрес, който приема първата Конституция на Съединените бразилски щати през 1891 г. На 25 февруари 1891 Деодору да Фонсека е избран за първи президент на Бразилия, след като печели рехаво мнозинство от гласовете в конгреса, върху когото е оказан значителен натиск от страна на военните. Няколко дни по-късно Фонсека полага клетва в бившия императорски дворец Сао Кристовао, в Рио де Жанейро.
Правителството на Фонсека е съставено от членове на различни политически течения и се намира в постоянна вражда с Конгреса. Администрацията на президента е допълнително разделена и от личната ненавист, която съществува между него и вицепрезидента Флориану Пейшоту. В първите месеци на управлението си Фонсека позволява на министрите си да осъществяват неограничен контрол върху минитерствата. Своеволните президентски декрети, които Фонсека издава, тласкат страната към корпоративния национализъм в стила на Наполеон III, което още повече засилва опозицията на Конгреса. След като поставя пристанището Торес в ръцете на частни концесионери, Фонсека окончателно обединява срещу себе си мнозинството от републиканците в Конгреса, които започват да гравитират около вицепрезидента на страната и да настройват общественото мнение срещу изпълнителната власт. Напрежението ескалира до максимум, когато на 3 ноември 1891 г. Фонсека разпуска събранието и обявява военно положение. На действията му категорично се противопоставят част от конгресистите, които биват подкрепени от много висши офицери от флота. Изправен пред опасността от гражданска война, на 23 ноември 1891 Фонсека подава оставка в полза на заместника си – Флориану Пейшоту.
Деодору да Фонсека умира в Рио де Жанейро на 23 август 1892 г.